# Aufbau (rivista)

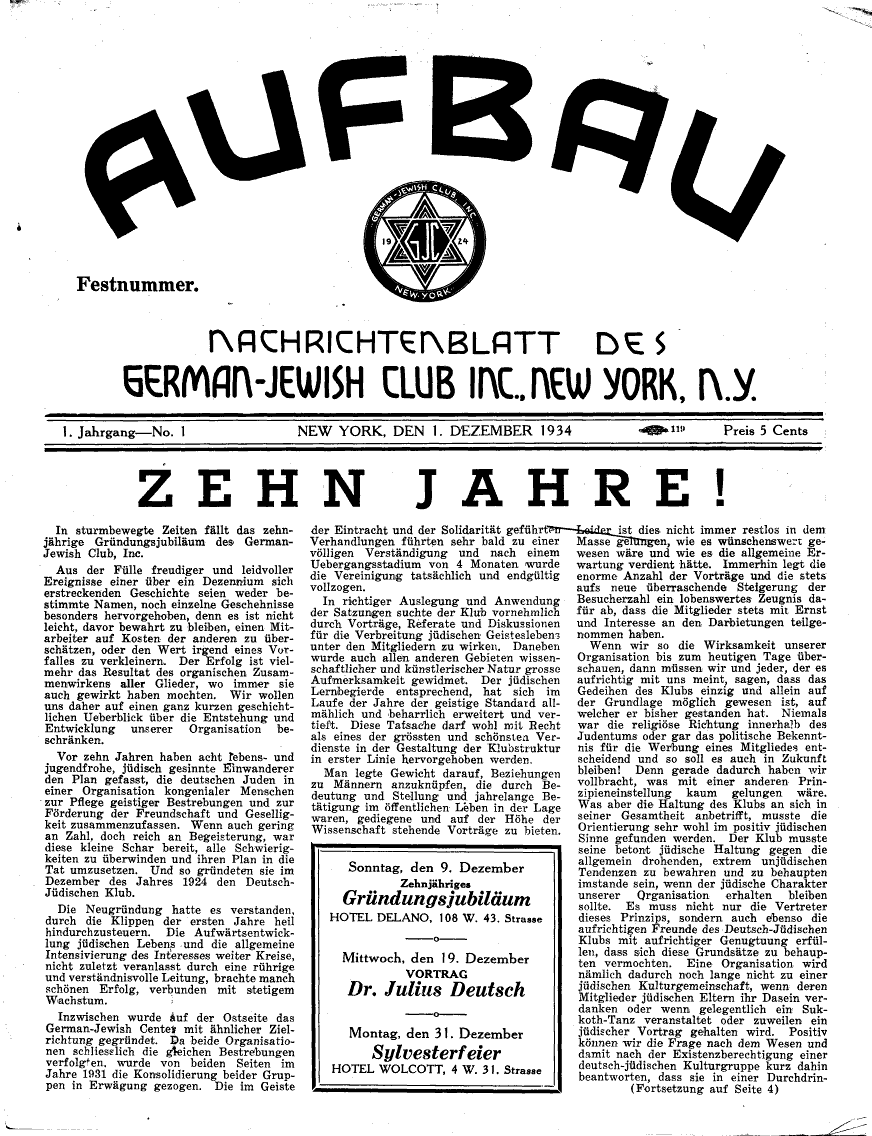
Primo numero della rivista, 1. Dicembre 1934

Aufbau (Tedesco per "costruire, costruzione") è una rivista destinata agli ebrei di lingua tedesca di tutto il mondo, fondata nel 1934. Hannah Arendt, Albert Einstein, Thomas Mann e Stefan Zweig hanno tutti scritto per la rivista. Fino al 2004 è stato prodotto a New York. È ora invece prodotto a Zurigo.

## Storia
L' Aufbau  è stato fondato dal "German-Jewish Club", che in seguito è stato ribattezzato "New World Club". Lo scopo originale del giornale era quello di una rivista mensile per il Club, che includeva informazioni utili per i rifugiati ebrei.

### Manfred George
Lo scopo della pubblicazione cambiò notevolmente quando, nel 1939, Manfred George fu nominato come nuovo editore. George cambiò il giornale dall'essere una newsletter mensile a una delle principali pubblicazioni antinaziste della stampa tedesca in esilio (Exilpresse). George, nei primi 5 anni del suo mandato, ha portato la tiratura della rivista da 8.000 a 40.000. Prima che Manfred George diventasse l'editore dell'Aufbau, era un noto editore di un quotidiano di Berlino  "Tempo" e un giornalista di sinistra nella Repubblica di Weimar.

## Archivi, collezioni e riproduzioni

### Il databaseAufbau
Dal 1. Settembre del 1944 al 27 settembre del 1946, l' Aufbau ha stampato molte liste contenenti i nomi di ebrei situati in Europa che sono sopravvissuti all'olocausto, così come alcuni elenchi con i nomi delle vittime. Il database include informazioni tratte dalle liste apparse tra la fine del 1944 e l'inizio del 1947. Gli elenchi pubblicati su Aufbau sono stati preparati da molte organizzazioni diverse, spesso da organizzazioni umanitarie ebraiche o da funzionari nei campi profughi.

### Il Progetto di indicizzazione Aufbau
(The Aufbau Indexing Project)